# Ignaz Pallme
Ignaz Samuel Pallme (Steinschönau, 1 de febrero de 1806 - Hainburg an der Donau, 11 de junio de 1877) fue un viajante de comercio y explorador austríaco.

### Biografía
En 1837, Pallme emprendió un viaje a El Cairo. Por encargo de un establecimiento comercial de esta ciudad, se dirigió al Sudán con el objetivo de abrir nuevas rutas comerciales en África Central y se estableció en la entonces provincia egipcia de Kordofán. 
Para logra su objetivo comercial, permaneció en Kordofán dos años, hasta 1839, y también visitó lugares del centro y sur de Sudán que entonces eran poco conocidos en Europa, logrando así completar el mapa sudanés en cuanto a rutas y localidades más importantes.  
El libro en el que relató sus experiencias, titulado Beschreibung von Kordofan und einigen angrenzenden Ländern [Descripción de Kordofán y algunos países adyacentes] y publicado en 1843, se considera una descripción auténtica y contemporánea de Kordofán. Está basado en las notas recopiladas durante la estancia de Pallme en Kordofán y ofrece una descripción de esa provincia y de algunas de las regiones limítrofes, así como un análisis del estado del comercio y los hábitos y costumbres de sus habitantes. También incluye el relato y la denuncia del tráfico de esclavos que tuvo lugar en estos territorios durante el gobierno de Mehmet Ali.  